# Унтершпревальд
Унтершпревальд (нем. Unterspreewald) — община в Германии, в земле Бранденбург.
Входит в состав района Даме-Шпревальд. Подчиняется управлению Унтершпревальд. Население составляет 862 человека (на 31 декабря 2010 года). Занимает площадь 25,79 км².
Коммуна подразделяется на 3 сельских округа.
| Год  | Население |
| ---- | --------- |
| 2005 | 889       |
| 2010 | 860       |